# Society of Chemical Industry
Die Society of Chemical Industry (SCI) ist eine ursprünglich britische Gesellschaft zur Förderung der Industriellen und Angewandten Chemie.

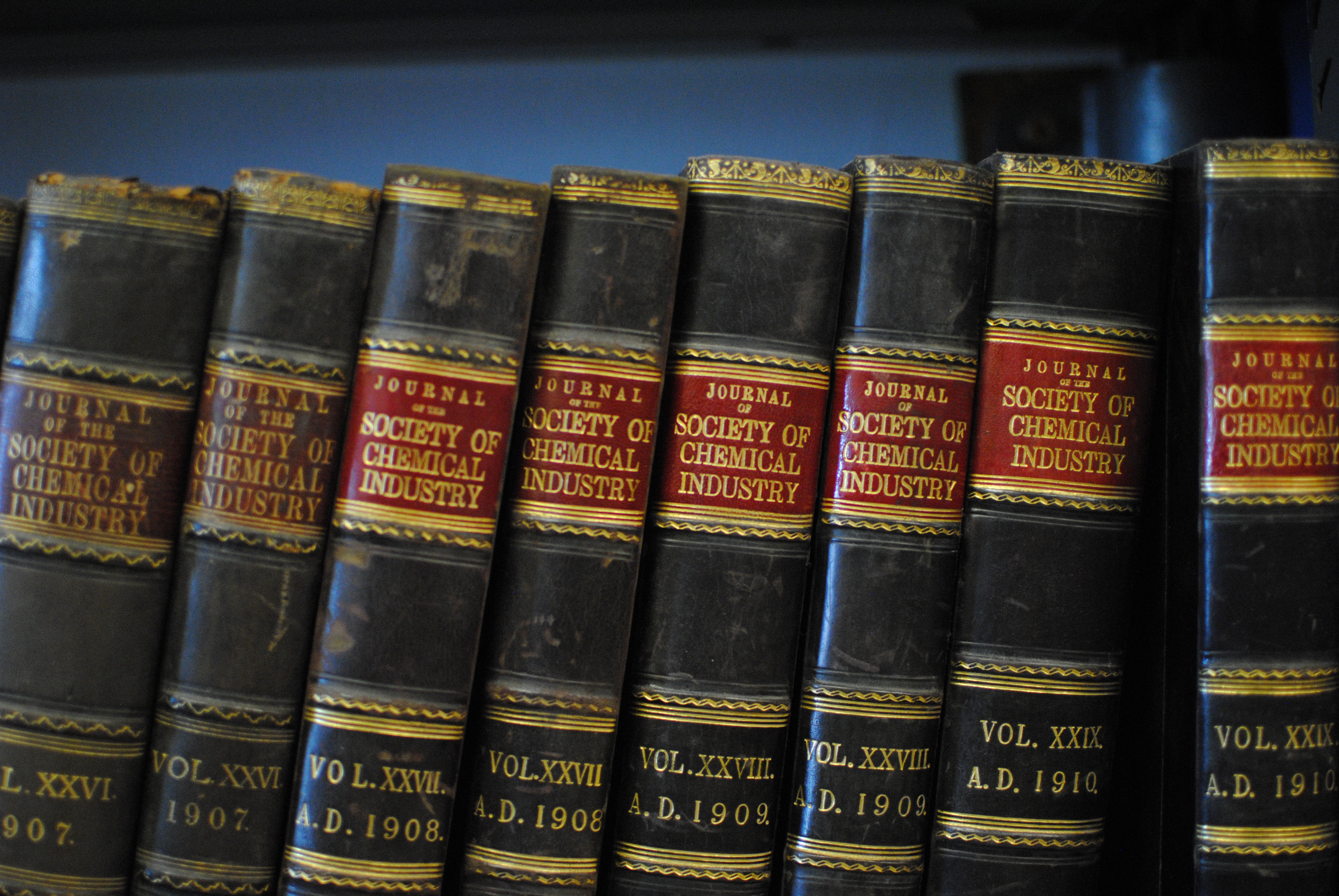
Journal of the Society of Chemical Industry

Die Gesellschaft wurde 1881 in London gegründet bei einer Versammlung im Burlington House, dem Sitz der Chemical Society. Erster Präsident war der Chemiker Henry Enfield Roscoe und zu den Gründern zählten auch Ludwig Mond, Lowthian Bell, William Henry Perkin, Rudolph Messel, der Seifenfabrikant Edward Rider Cook (1836–1898), Eustace Carey, Thomas Tyrer, Walter Weldon, Frederick Augustus Abel und George E. Davis. Zuvor gab es 1879 den Versuch, eine chemische Gesellschaft für Lancashire in Liverpool zu gründen ähnlich einer bereits bestehenden für das Tyne-Gebiet (Newcastle upon Tyne Chemical Society), man war sich aber bald darauf klar, dass die Gründung einer nationalen Gesellschaft sinnvoller war. 1907 erhielt die Gesellschaft Royal Charter. Seit 1955 ist ihr Hauptsitz am Belgrave Square in London. Sie geben Zeitschriften heraus, organisieren Konferenzen und Weiterbildungsmaßnahmen, vergeben Stipendien und Preise wie die Lampitt Medal und den Distinguished Service Award. Es gibt Untergruppen für verschiedene Sparten (Agrisciences, Colloid and Surface Chemistry, Construction Materials, Environment, Health  and Safety, Electrochemical Technology, Fine Chemicals).
Zu den Zeitschriften gehören die monatliche Chemistry & Industry (C & I) und die ab 1993/94 in Kollaboration mit John Wiley & Sons herausgegebenen Peer-Review Zeitschriften Biofuels, Bioproducts and Biorefining, Energy Science & Engineering, Greenhouse Gases: Science and Technology, Journal of Chemical Technology and Biotechnology (ab 1951), Journal of the Science of Food and Agriculture (ab 1950), Pest Management Science und Polymer International. Von 1882 bis 1950 hatten sie auch ein Journal of the Society of Chemical Industry (JSCI), das durch spezialisiertere Journale abgelöst wurde. Aus den Übersichten über neue Entwicklungen der JSCI entstand 1923 das Hausjournal C & I.
Es gibt separate Unterorganisationen in den USA (America Section), Kanada und Australien. Die US-Gesellschaft wurde 1894 in New York gegründet und nannte sich ab 1919 America Section. Sie vergeben die Perkin Medal (ab 1906) und die Chemical Industry Medal.